# Gentiana × digenea
Gentiana digenea là một loài thực vật có hoa trong họ Long đởm. Loài này được Jakow. mô tả khoa học đầu tiên năm 1899.